# Consonant vibrant
Una consonant vibrant (o simplement vibrant en l'àmbit de la fonètica) és aquella consonant produïda per les vibracions múltiples entre el punt d'articulació i l'òrgan articulador. N'hi ha de cinc tipus:
- Vibrant alveolar sonora [r]
- Vibrant retroflexa sonora [ɽ]
- Vibrant uvular sonora [ʀ]
- Vibrant bilabial sonora [ʙ] i [ʙ̥]
- Vibrant labiodental sonora [ʙ̪]